# Volo di linea
I voli di linea sono servizi di trasporto aereo o merci effettuati in base ad un orario pubblicato con caratteristiche di regolarità e frequenza tali da costituire un'evidente serie sistematica di voli. Sviluppatisi inizialmente soprattutto negli Stati Uniti quale evoluzione dei voli per il trasporto della posta, hanno poi conosciuto un rapido e importante sviluppo nel secondo dopoguerra. Inizialmente si svolsero utilizzando dirigibili ed idrovolanti.
I primi voli di linea per passeggeri furono effettuati nel 1910 - 1913:
- Parigi-Londra
- Berlino-Lipsia-Weimar

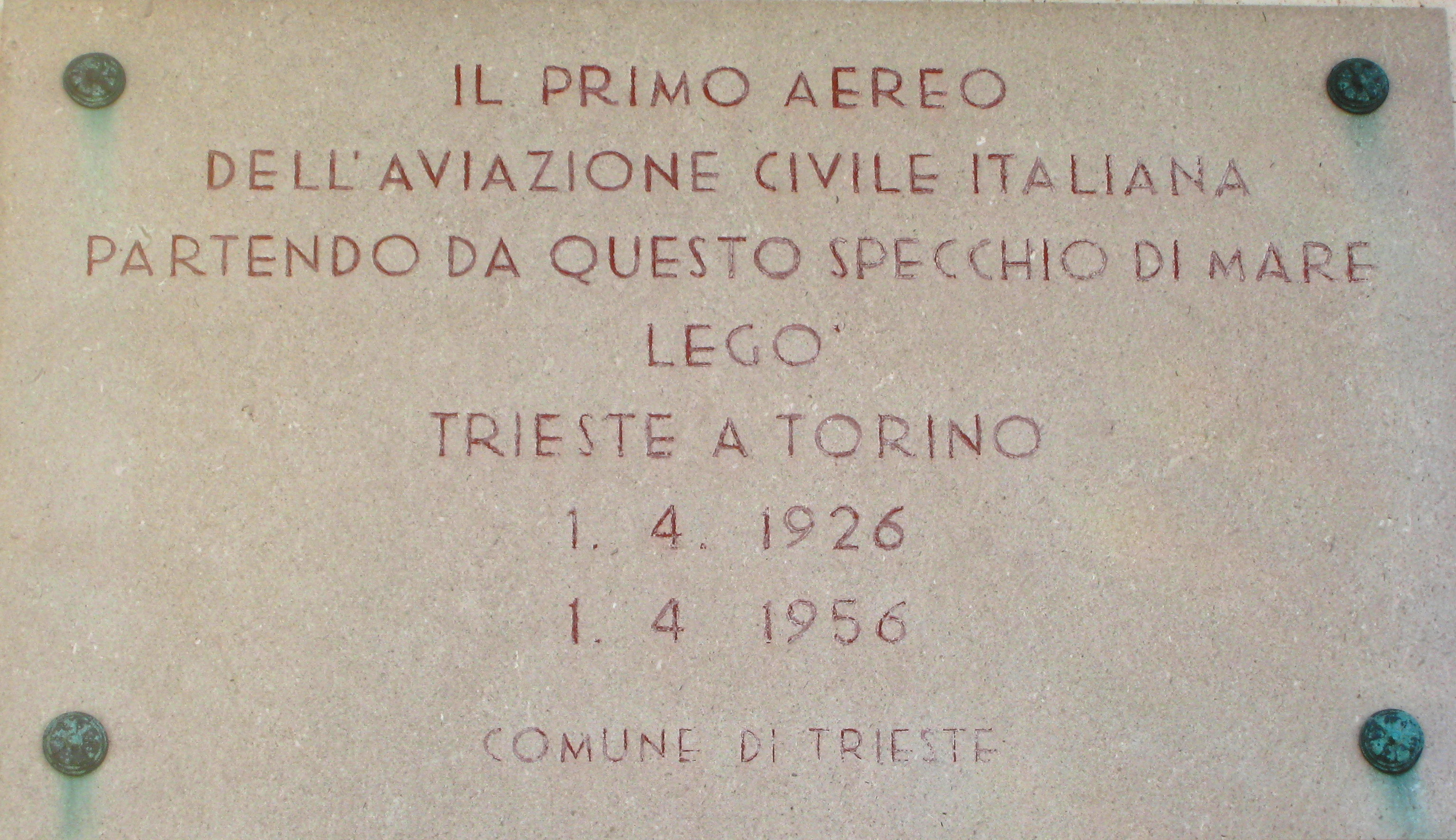
La targa posta alla radice del molo Audace a Trieste

Il primo volo di linea italiano fu il 1º aprile 1926:
- Torino-Pavia-Venezia-Trieste (idrovolanti)

Per molti anni nel mondo occidentale i voli di linea si sono sviluppati grazie a aerei sempre più spaziosi e confortevoli di fabbricazione prevalentemente statunitensi (come la McDonnell Douglas e Boeing); negli anni settanta il contributo europeo ha avuto quale più conosciuta realizzazione il Concorde (nato da un consorzio franco-inglese); negli anni ottanta ha cominciato a diventare significativa la produzione di aerei civili da parte del consorzio europeo Airbus, che si sono affiancati come concorrenti ai velivoli prodotti in America.
Il primo volo transcontinentale per passeggeri fu nel 1959 il Londra-New York.
Accanto ai produttori di aerei di linea è importante riconoscere l'importanza delle compagnie di voli di linea; per gli USA meritano di essere segnalate la Pan American World Airways, la Delta Air Lines, la United Airlines e la Continental Airlines, che già da molti anni hanno conosciuto uno stato di deregulation; per quanto riguarda l'Europa, fino agli anni novanta è risultato predominante il ruolo delle compagnie di bandiera (Alitalia, Air France, British Airways, Iberia, Lufthansa, KLM, SAS, Turkish Airlines ecc.). 
Solo negli ultimi anni, le compagnie di bandiera hanno dovuto affrontare una concorrenza sempre più forte da parte di compagnie "low cost", in gergo dette anche "no frills", caratterizzate dall'operare voli a basso costo sui quali non sono presenti tutti i servizi non essenziali, che coprono tratte a raggio medio-breve e spesso operano su aeroporti non di primaria importanza.